# Сорвачёва, Валентина Александровна
Сорвачёва Валентина Александровна (23 февраля 1923, д. Тентюково (ныне Сыктывкар) — 12 июня 1977, Сыктывкар) — коми языковед, кандидат филологических наук.

## Биография
Родилась 23 февраля 1923 года в деревне Тентюково (коми Тентюковӧ).
В 1939 — 42 годах была студенткой Коми государственного педагогического института (специальность — «русский язык и литература»). После окончания института до августа 1945 года была преподавателем в школах Усть-Усинского района. С 1945 году на работе в Коми филиале АН СССР. В 1946 — 50 годах обучалась в аспирантуре Коми филиала АН СССР. Является автором кандидатской диссертации под названием «Морфологические особенности верхне-вашского говора», защитила её в марте 1951 года в Институте языкознания АН СССР. По окончании аспирантуры Сорвачёва была работником сектора языка Коми филиала АН СССР. Вначале была младшим сотрудником, а позже и старшим научным сотрудником. Продолжала заниматься коми диалектологией в рамках темы «Диалекты коми языка». Составитель подробной программы по изучению коми-зырянских диалектов. «Сравнительный словарь коми-зырянских диалектов» — итог её многолетних диалектологических исследований. В конце этого словаря содержится краткий грамматический справочник по диалектам, составителем которого также является Валентина Александровна. В соавторстве с Т.И Жилиной написала книгу «Образцы коми-зырянской речи». Издание этой книги стало большим вкладом в развитие коми диалектологии. В книге содержатся образцы фольклора на всех диалектах коми-зырянского языка. Есть также и перевод на русский. Валентина Александровна — это один из основных авторов серии монографий, тема которых — диалекты коми-зырянского языка. Валентиной Сорвачёвой были изучены диалекты и изданы монографии о верхневычегодском, нижневычегодском, и удорском диалекте коми языка. Помимо этого, Валентина Сорвачёва написала раздел «Имя числительное» в учебнике «Современный коми язык, ч. І. Фонетика, лексика, морфология», а также несколько статей и докладов по проблемам коми языка.
Умерла 12 июня 1977 года в Сыктывкаре.